# Canoe Narrows
Canoe Narrows är ett samhälle i Kanada.   Det ligger i provinsen Saskatchewan, i den centrala delen av landet, 2 500 km väster om huvudstaden Ottawa. Canoe Narrows ligger 429 meter över havet och antalet invånare är 716. Det ligger vid sjön Canoe Lake.
Terrängen runt Canoe Narrows är platt. Runt Canoe Narrows är det ganska glesbefolkat, med 21 invånare per kvadratkilometer.. Canoe Narrows är det största samhället i trakten.